# 亨利·布罗卡
皮埃尔·勒内·让·巴蒂斯特·亨利·布罗卡（法語：Pierre René Jean Baptiste Henri Brocard，法語發音：[pjɛʁ ʁəne ʒɑ̃ batist ɑ̃ʁi bʁɔkaʁ]；1845年5月12日—1922年1月16日），法国数学家、气象学家，专注研究几何学。布罗卡因其提出的或以其命名的布罗卡点、布罗卡三角形、布罗卡圆、布羅卡猜想和布罗卡问题而闻名。
数学家内森·奥尔特希勒·考特称布罗卡与埃米尔·勒穆瓦纳和约瑟夫·诺伊贝格为现代三角形几何学的三位联合创始人。布罗卡获授学术棕榈勋章和法国荣誉军团军官勋章。
作为法国海军军官，其一生大部分时间都在研究气象学，但对此似乎未有卓著的原创性贡献。